# Дорога в Гонконг
«Дорога в Гонконг» (англ. The Road to Hong Kong) — англо-американская приключенческая музыкальная комедия 1962 года. Заключительная, седьмая, часть гептологии «Дорога в…» (англ. Road to...), объединённой приключениями в разных частях света двух друзей, Гарри и Честера, персонажей Бинга Кросби и Боба Хоупа.

## Сюжет
Фильм представляет собой пародию на популярные в то время шпионские фильмы. Гарри Тёрнер и Честер Бэбкок — неудачливые актёры водевиля, постоянно находящиеся в поисках заработка. Судьба сталкивает их с Дианой — агентом секретной правительственной организации «3-й Эшелон», а потом со злодеями, которые хотят отправить на Луну ракету с оборудованием, которое поможет им покорить Землю. В результате главные герои оказываются в ракете в открытом космосе вместо обученных обезьян, отправить которых планировалось вначале.

## В ролях
- Бинг Кросби — Гарри Тёрнер
- Боб Хоуп — Честер Бэбкок
- Джоан Коллинз — Диана, агент 3-го Эшелона
- Уолтер Готелл — доктор Зорбб, учёный 3-го Эшелона
- Роджер Дельгадо — Джиннах
- Питер Селлерс — индийский невролог (в титрах не указан)
- Дороти Ламур — камео (певица в ночном клубе)
- Дин Мартин — камео
- Фрэнк Синатра — камео
- Роберт Морли — глава 3-го Эшелона
- Феликс Эйлмер[англ.] — Великий лама
- Роберт Эйрс[англ.] — американский чиновник

## Факты
- В отличие от предыдущих шести серий в этом фильме главную женскую роль сыграла Джоан Коллинз, а не Дороти Ламур, так как исполнители главных мужских ролей, Кросби и Хоуп, разошлись во мнениях: первый считал, что она стала слишком стара для заглавной роли, а второй отказался без неё сниматься. В результате Ламур появилась камео в эпизодической роли, что устроило всех[1].
- Фильм снят в стиле вышедшего в том же году «Доктора Ноу», что вполне отражает мировые «шпионские страсти» 1960-х. Также главные герои картины состоят в вымышленной организации «3-й Эшелон», очень напоминающей бондиановскую SPECTRE[англ.].
- В фильме в эпизодической роли должна была сняться первая в Великобритании транссексуалка Эйприл Эшли, но ей было отказано после того, как газета The Sunday People[англ.] (ныне — People) публично заявила, что она родилась мужчиной[2].

## Премьерный показ в разных странах
- Великобритания, Финляндия — 27 апреля 1962
- США — 22 мая 1962
- Западная Германия — 24 мая 1962
- Швеция — 28 мая 1962
- Франция — 6 июня 1962
- Италия — 17 августа 1962
- Испания — 27 августа 1962
- Япония — 8 сентября 1962
- Дания — 20 февраля 1963